# Catedral de Santa María (Oloron-Sainte-Marie)
La catedral de Santa María de Olorón es un edificio religioso construido por el vizconde de Bearne Gastón IV el Cruzado. Fue la sede episcopal de la antigua diócesis de Olorón, suprimida en 1802.

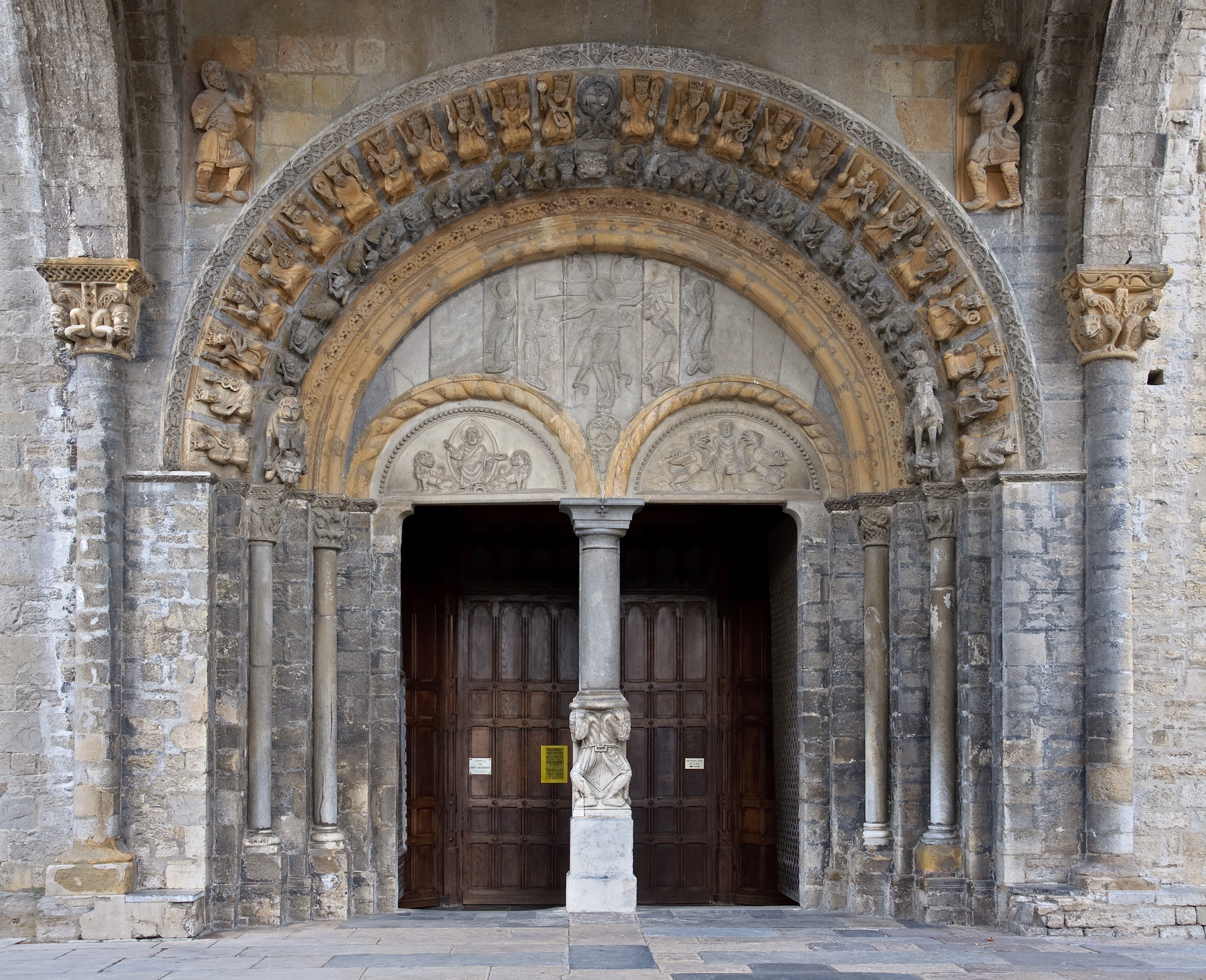
Vista de la catedral

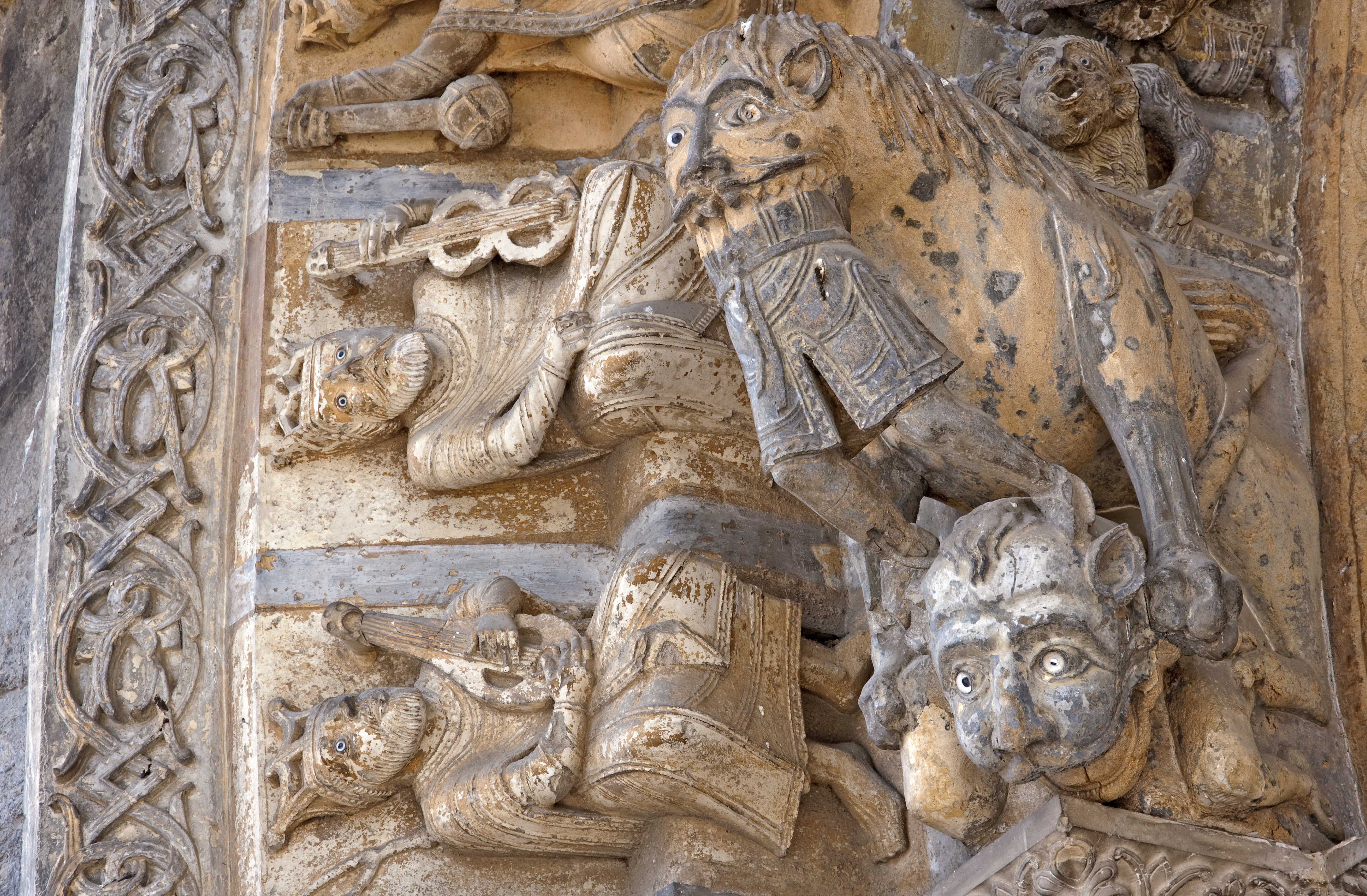
El monstruo tragando un hombre y dos de los ancianos del apocalipsis.

Su construcción comienza en 1102, año en que Gastón IV volvió de las cruzadas. De este primer estilo románico sólo queda la portada esculpida por dos artistas. El primero realizó el tímpano con la representación del Descenso de la cruz, cuatro capiteles y el mainel.
El «Maestro de Santa María», como se conoce al segundo escultor, tenía un mayor talento aún: la arquivolta más alta evoca el cielo con los 24 ancianos del apocalipsis. De cada lado surge un grupo esculpido: a la izquierda, un monstruo traga un hombre, condenado por sus pecados, a la derecha, un caballero pisa un enemigo vencido, cuya cara nos muestra el espanto. Estas obras siguen siendo tradicionales por el tema, pero son originales por la variedad de las actitudes y el vigor de las expresiones. La otra arquivolta ofrece un contraste total: consagrada a las escenas de la vida terrestre, enseña una caza del jabalí, la pesca de salmones y los diversos preparativos de un festín: todas estas figuras son sorprendentes por su vida y naturaleza.
El resto del edificio es de estilo gótico, y comprende una torre campanario, dos torres cuadradas y una cabecera con capillas radiales.
La catedral de Olorón fue recibió la calificación de Monumento Histórico de Francia el 7 de marzo de 1939 y fue inscrita en el Patrimonio de la Humanidad por la Unesco en 1998 como una de los templos mencionados dentro de los Caminos de Santiago en Francia (868-019).